# Физостигма
Физостигма (лат. Physostigma) — род цветковых растений семейства Бобовые (Fabaceae). Несколько видов лиан и травянистых растений, естественный ареал которых охватывает страны тропической Африки и Мадагаскар. Наиболее известный вид — Физостигма ядовитая.

## Биологическое описание

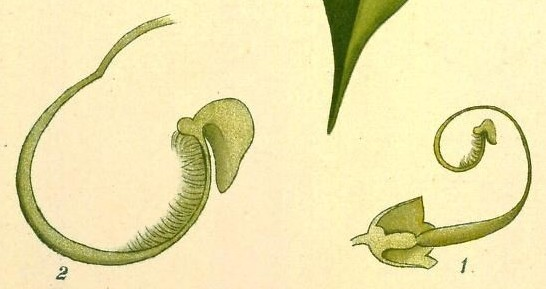
Физостигма ядовитая., фрагмент. 1 — цветок в продольном разрезе (без венчика); 2 — столбик с рыльцем

Одревесневающие у основания лианы, достигающие в длину 15 м, а также прямостоящие либо вьющиеся травы и полукустарники. Листья с прилистниками, перистосложные, с тремя листочками.
Цветки с пятилопастной двугубой чашечкой; венчик — мотылькового типа, различной окраски (от белой до фиолетовой). Цветки собраны в многоцветковые кистевидные поникающие соцветия, которые могут быть как пазушными и располагаться на облиственных побегах, так и терминальными (конечными) и располагаться на безлистных побегах.
Плод — в большей или меньше степени вытянутый, нередко искривлённый боб; его створки после раскрытия иногда скручиваются. Один боб обычно содержит два или три семени. Семена различного размера, эллипсоидные или почти цилиндрические, без ариллуса, почти чёрные.

## Виды
По данным World Flora Online, род включает пять видов:
- Physostigma coriaceum Merxm.
- Physostigma cylindrospermum (Baker) Holmes
- Physostigma laxius Merxm.
- Physostigma mesoponticum Taub.
- Physostigma venenosum Balf. — Физостигма ядовитая, наиболее известный вид рода. Деревянистая лиана; происходит из тропической Африки, культивируется в Бразилии, Индии и других тропических странах с целью получения семян (известных под названием «калабарские бобы»), которые являются сырьём для получения различных алкалоидов, используемых в лечебных целях, в первую очередь физостигмина[1] — высокотоксичного яда, производные которого применяются в глазной практике и при нервно-мышечных заболеваниях[4].